# Extranjera
Extranjera je prvi solistički album meksičke pjevačice, skladateljice, glumice i spisateljice Dulce Marije čiji je prvi dio Extranjera Primera Parte izašao 9. studenog 2010. u Latinskoj Americi i Španjolskoj, 16. studenog u Brazilu, 22. studenog u Sjedinjenim Američkim Državama. Prvi singl s albuma - Inevitable imao je veliki uspjeh Latinskoj Americi, uključujući TOP 10 u mnogim državama. Drugi dio albuma, Extranjera Segunda Parte, u prodaju izlazi 14. srpnja i sadrži singlove Ya no, Ingenua (i Inevitable).

## Popis pjesama
Extranjera Primera Parte
1. "Inevitable (Neizbježno)" — 3:10
2. "Luna (Mjesec)" — 2:50
3. "No se parece (Ne čini se)" — 4:02
4. "Vacaciones (Praznci)" — 3:00
5. "Ingenua (Naivna)" — 3:28
6. "El Hechizo (Čarolija)" — 3:56
7. "Extranjera (Strankinja)" — 3:44

Extranjera Segunda Parte
1. «Inevitable (Neizbježno)»  — 3:10
2. «Irremediablemente (Nepopravljivo)» — 3:07
3. «Ya No (Ne više)» — 3:24
4. «Ingenua (Naivna)»  — 3:22
5. «Lo Intentaré (Pokušat ću)» — 3:12
6. «No Se Parece (Ne čini se)» — 4:03
7. «Vacaciones (Praznici)» — 2:58
8. «Luna (Mjesec)» — 2:47
9. «Extranjera (Strankinja)» — 3:41
10. «Dicen (Kažu)» — 2:41
11. «Pensando En Ti (Misleći na tebe)» — 3:38
12. «El Hechizo (Čarolija)» — 3:52
13. «24/7» — 3:15
14. «¿Quién Serás?(Live)(Tko ćeš biti?)» — 3:38

49:01